# Mendes (Relizane)
Pour les articles homonymes, voir Mendes.
Mendes (en : ar منداس ) est une commune de la wilaya de Relizane en Algérie.Sa population est d'environ 31785 hab (2015),Il occupe une superficie de 188.03km² .Ses terres sont parmi les plus fertiles d'Algérie et sont utilisées pour la culture de céréales et de légumineuses.

## Géographie

### Localisation
| Dar Ben Abdellah | Zemmora      | El Hassi                |
| Sidi Lazreg      | Mendes       | Had Echkalla            |
| Sidi Lazreg      | Oued Essalem | Rahouia Sidi Ali Mellal |

### Climat
| Mois                              | jan. | fév. | mars | avril | mai  | juin | jui. | août | sep. | oct. | nov. | déc. |
| --------------------------------- | ---- | ---- | ---- | ----- | ---- | ---- | ---- | ---- | ---- | ---- | ---- | ---- |
| Température minimale moyenne (°C) | −5,2 | −3,1 | −2,6 | 0,4   | 1,9  | 6,3  | 12,4 | 12,5 | 7,2  | 3,4  | −0,8 | −3,6 |
| Température moyenne (°C)          | 6,8  | 10,2 | 16,6 | 21,1  | 26,1 | 27   | 22,9 | 16,9 | 12,4 | 9,2  | 7,2  | 5,8  |
| Température maximale moyenne (°C) | 18,5 | 23,8 | 31,8 | 36,2  | 39,4 | 40,5 | 38,6 | 33,3 | 28   | 24,8 | 20,2 | 8    |
| Précipitations (mm)               | 53   | 45,5 | 53,7 | 26,3  | 17,1 | 1,4  | 7,6  | 27,6 | 46,9 | 42,7 | 53,7 | 45,5 |

| Diagramme climatique                                  |              |              |             |             |            |             |              |           |             |              |           |
| J                                                     | F            | M            | A           | M           | J          | J           | A            | S         | O           | N            | D         |
| 18,5−5,253                                            | 23,8−3,145,5 | 31,8−2,653,7 | 36,20,426,3 | 39,41,917,1 | 40,56,31,4 | 38,612,47,6 | 33,312,527,6 | 287,246,9 | 24,83,442,7 | 20,2−0,853,7 | 8−3,645,5 |
| Moyennes : • Temp. maxi et mini °C • Précipitation mm |              |              |             |             |            |             |              |           |             |              |           |

## Lieux-dits, quartiers et hameaux

### Hameaux
En 1984, la commune de Mendes est constituée à partir des lieux-dits et localités suivants :
- Allailia
- Amora
- Amarnia
- Bouaker
- Bouatechia
- Chaala
- Douarem
- Djelailia
- Frahlia
- Keddadra
- Mamria
- Khelaif
- Khouarbia
- Ouled El Hadj Rached
- Ouled Bel Mekki
- Ouled Bouziane
- Ouled Adda
- Ouled Amar
- Ouled Sid Ahmed
- Ouled Said
- Ouled Djilali
- Ouled Ben Sidi Lazreg
- Ouled Boualem
- Ouled Boussaid
- Ouled sidi Lazreg
- Ouled Lazreg
- Ouled El Hadj
- Ouled Yahia
- Ouled Saad
- Ouled Sidi Taher
- Teriat
- Saghaoria
- Souadekia
- Rehailia

## Histoire

### Période médiévale islamique
Mendes est mentionnée dans l'histoire comme faisant partie de l'État rustamide et était une forteresse. Au XIIe siècle, la région fut le théâtre d'une violente guerre entre les Almoravides et les Almohades, qui se solda par la défaite des Almoravides.Après la chute de l'autorité des Banu Tujin dans la région aux mains des Zayanides, la tribu Flittas avec ses diverses branches et alliances, s'est installée dans la région.

### Époque coloniale française

#### Creation le centre
En 1871, les Français décident d'établir un centre colonial sur une superficie de 2 500 hectares, prélevée sur les terres de Zemoura.60 familles françaises s'installent dans le centre, venues d'Alsace et de Lorraine.Après la création du Comité municipal de Mendas, les colons ont élu Claude Odd, qui est resté en fonction pendant 20 ans.

#### Guerre d'Algérie
Le 13 novembre 1957, les moudjahidines, sous la direction de Si Maamar et la supervision de Si Zaghloul, menèrent une opération militaire contre les forces militaires françaises à Oued Allala, sur le mont Sidi Abdel Rahim. Ils remportèrent une victoire écrasante, les Français ne parvenant pas à leur envoyer 17 avions de secours et une quarantaine de soldats français périrent .

## Transport

Profil en long de la ligne de La Macta à Trumelet

- Profil en long de la ligne de La Macta à TrumeletLa route N23
- La gare de chemin de Fer

## Démographie
| 1975   | 1990   | 2000   | 2015   |
| ------ | ------ | ------ | ------ |
| 13 394 | 24 675 | 28 823 | 31 785 |

## Éducation
- Lycée Belaabes Abd Elkader
- Lycée Boudjellel Ibrahim

## Économie

### Agriculture
Le secteur agricole est l'un des secteurs économiques les plus importants de la municipalité et le plus rentable, grâce à la qualité et à la fertilité de ses terres, en plus de sa situation sur les rives de la rivière Manassefa puisque la superficie des terres agricoles s'élève à environ 110270 hectares.Distribué à la culture de céréales, de légumes et d'arbres fruitiers .

## Santé
- Hôpital de Mendès[9].

## Sport
- JSBMendes : Jeunesse Sportif Baladiat de Mendes est Une équipe locale active en première division régionale de la Ligue d'Oran[10].

## Personnalités liées à Mendes
- Saïd El-Mendassi  .